# La Roue Tourangelle 2009
La Roue Tourangelle 2009, ottava edizione della corsa e valida come evento dell'UCI Europe Tour 2009 categoria 1.2, si svolse il 22 marzo 2009 su un percorso totale di circa 170 km. Fu vinta dal francese Arnaud Molmy che terminò la gara in 3h53'59", alla media di 43,593 km/h.
Al traguardo 123 ciclisti portarono a termine il percorso.

## Squadre e corridori partecipanti
| N.      | Cod. | Squadra                        |
| ------- | ---- | ------------------------------ |
| 1-8     | ISE  | ISD Sport Donetsk              |
| 11-18   | CTM  | Continental Team Milram        |
| 21-28   |      | Entente Sud Gascogne           |
| 31-38   | WIL  | Verandas Willems               |
| 41-48   | TDK  | Team Designa Køkken            |
| 51-58   | BWC  | BlueWater-Cycling for Health   |
| 61-68   | KTA  | Katyusha Continental Team      |
| 71-78   | CCD  | Continental Team Differdange   |
| 81-88   | ARH  | Atlas Personal-Jakroo          |
| 91-98   | CJP  | Cyclingteam Jo Piels           |
| 101-108 | EQA  | EQA-Meitan Hompo-Graphite Des. |

| N.      | Cod. | Squadra                      |
| ------- | ---- | ---------------------------- |
| 111-118 |      | Primorsky District Espoirs   |
| 121-128 |      | Vendée U                     |
| 131-138 |      | UC Nantes-Atlantique         |
| 141-148 |      | CC Nogent sur Oise           |
| 151-158 |      | Cotes d'Armor Maitre Jacques |
| 161-168 |      | Wilo Agem 72                 |
| 171-178 |      | VC Rouen 76                  |
| 181-188 |      | Mosaïc Diffusion.com         |
| 191-198 |      | Blois Cac 41                 |
| 201-208 |      | Guidon Chalettois            |
| 241-248 |      | Saint Cyr Tours Cyclisme 37  |

## Ordine d'arrivo (Top 10)
| Pos. | Corridore          | Squadra         | Tempo    |
| ---- | ------------------ | --------------- | -------- |
| 1    | Arnaud Molmy       | Nogent Oise     | 3h53'59" |
| 2    | Médéric Clain      | St-Cyr Tours 37 | s.t.     |
| 3    | Dmitrij Samočvalov | Primorskiy DSP  | a 2"     |
| 4    | Olivier Pardini    | Verandas Will.  | a 23"    |
| 5    | Julien Gonnet      | UC Nantes Atl.  | s.t.     |
| 6    | Cédric Drouet      | Guidon Chalett. | s.t.     |
| 7    | Erwan Brenterch    | Côtes d’Armor   | s.t.     |
| 8    | Christophe Diguet  | UC Nantes Atl.  | s.t.     |
| 9    | Egor Lutskovič     | Primorskiy DSP  | s.t.     |
| 10   | Nicolas Loth       | Blois Cac 41    | s.t.     |